# Lasiosina chandleri
Lasiosina chandleri is een vliegensoort uit de familie van de halmvliegen (Chloropidae). De wetenschappelijke naam van de soort is voor het eerst geldig gepubliceerd in 2001 door Ismay.